# Borovice (sonet)

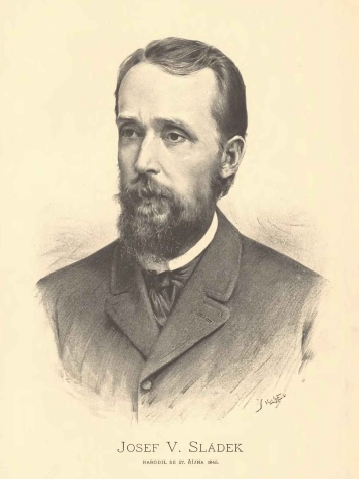
Josef Václav Sládek

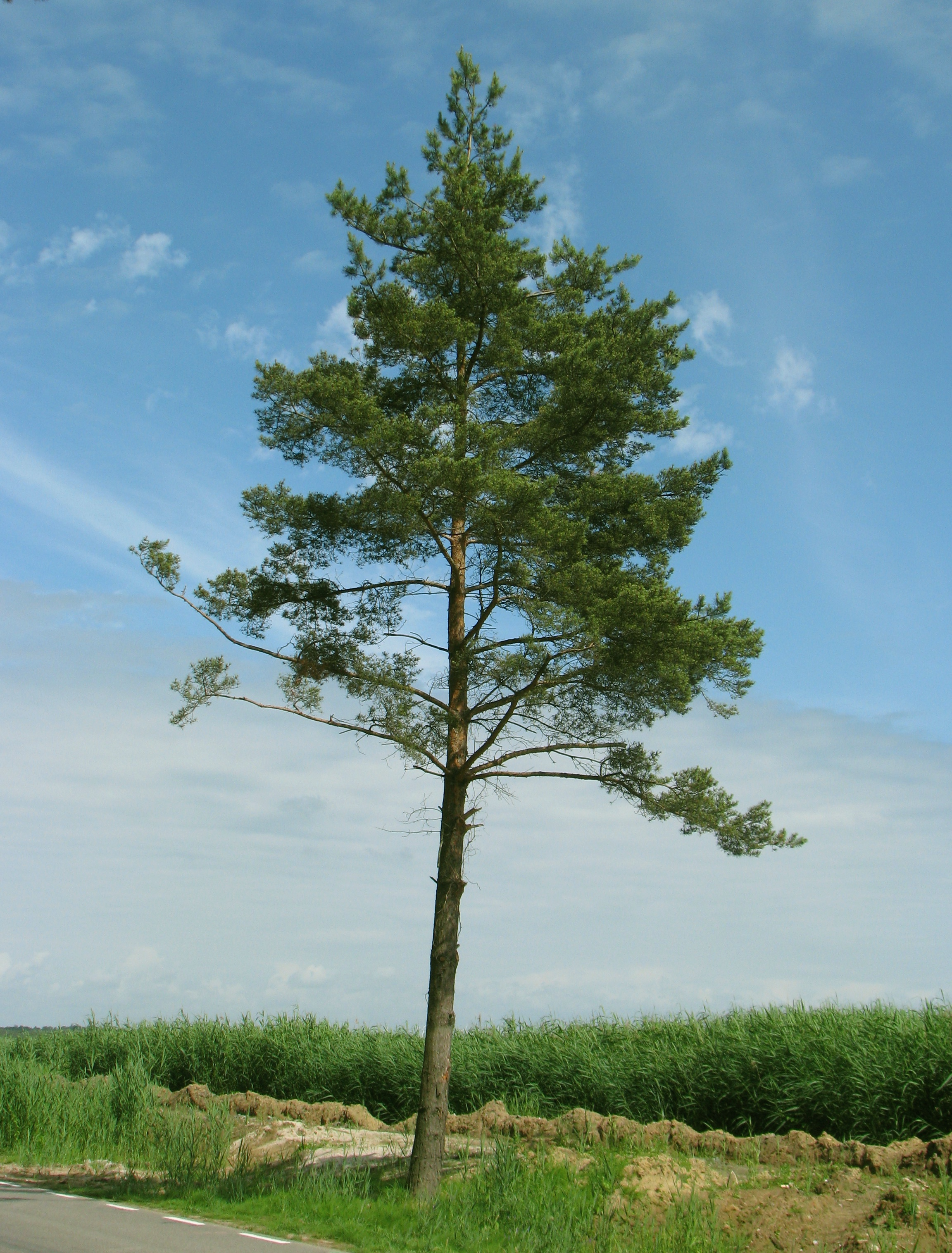
Sosna zwyczajna

Borovice (cz. Sosna) – sonet dziewiętnastowiecznego czeskiego poety Josefa Václava Sládka, ogłoszony w tomie Na prahu ráje, wydanym w 1883. Utwór jest napisany pentametrem jambicznym (jedenastozgłoskowcem) i rymuje się abba abba cdc eed. W pierwszej zwrotce widoczne są aliteracje: Střískaná... sklácena... severáku... skále... suky... stará... stojí.

Střískaná bleskem, zdraná od vichřice
a na pol sklácena od severáku,
kořeny ve skále a suky v mraku
stará a drsná stojí borovice.
Jas padne zřídka v její chmurné kštice;
však zrumění se časem za soumraku,
když křídlem sražena jsouc od luňáků
v dol s větve sprchne plná semenice.
Tak hledí v lada kamenná a šerá,
a ve vichru a bouři neurvalé
to hučí v kořenech: – „To už ta sterá!“
Však opodál, když jarem strůmek vzklíčí,
tu vzdorně otřískané větve vztýčí,
a zašumí to v nich: „Zas o krok dále!“

Brak informacji o przekładzie utworu na język polski.